# Castello di Warwick

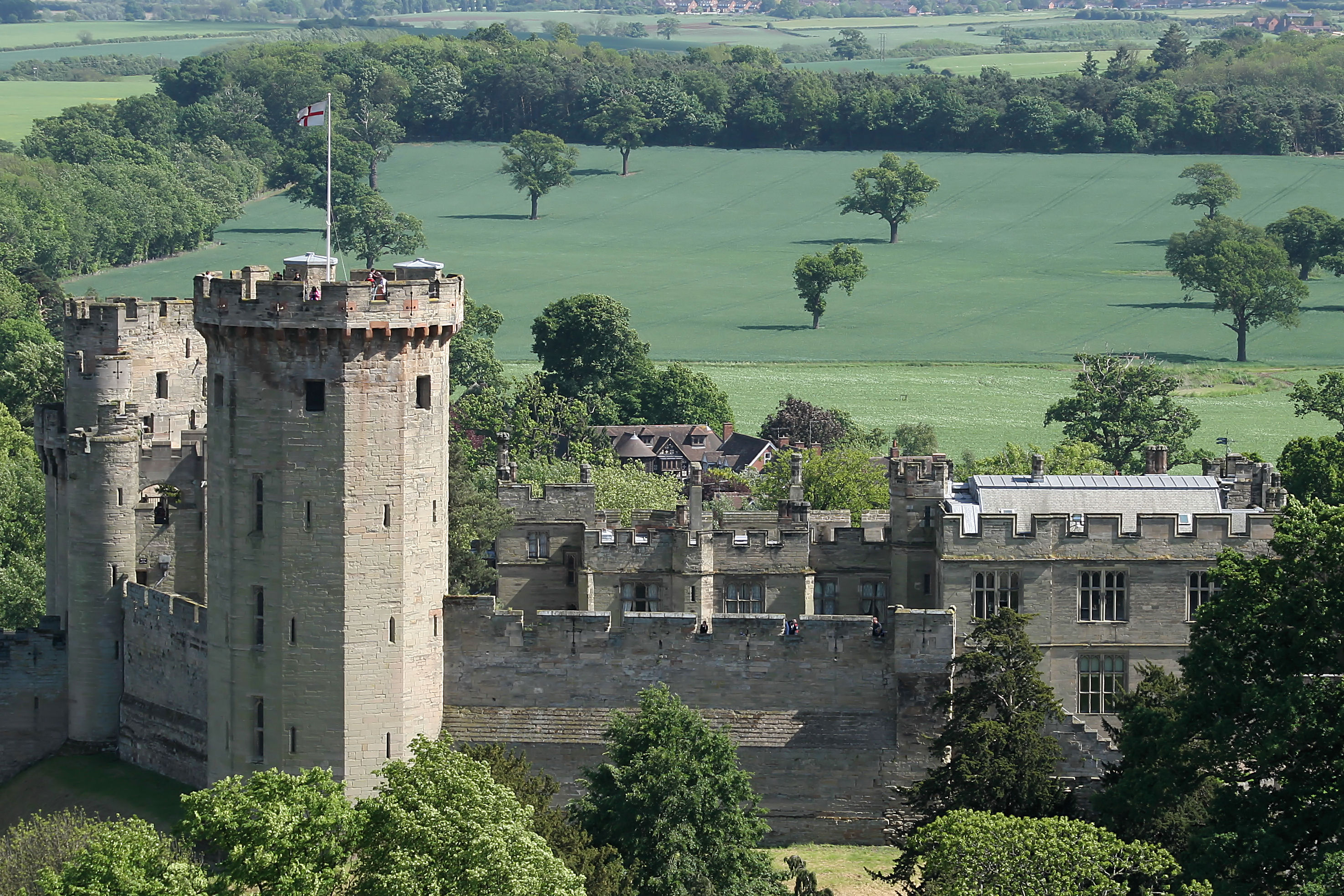
Vista del castello di Warwick dalla torre di St. Mary's Church.

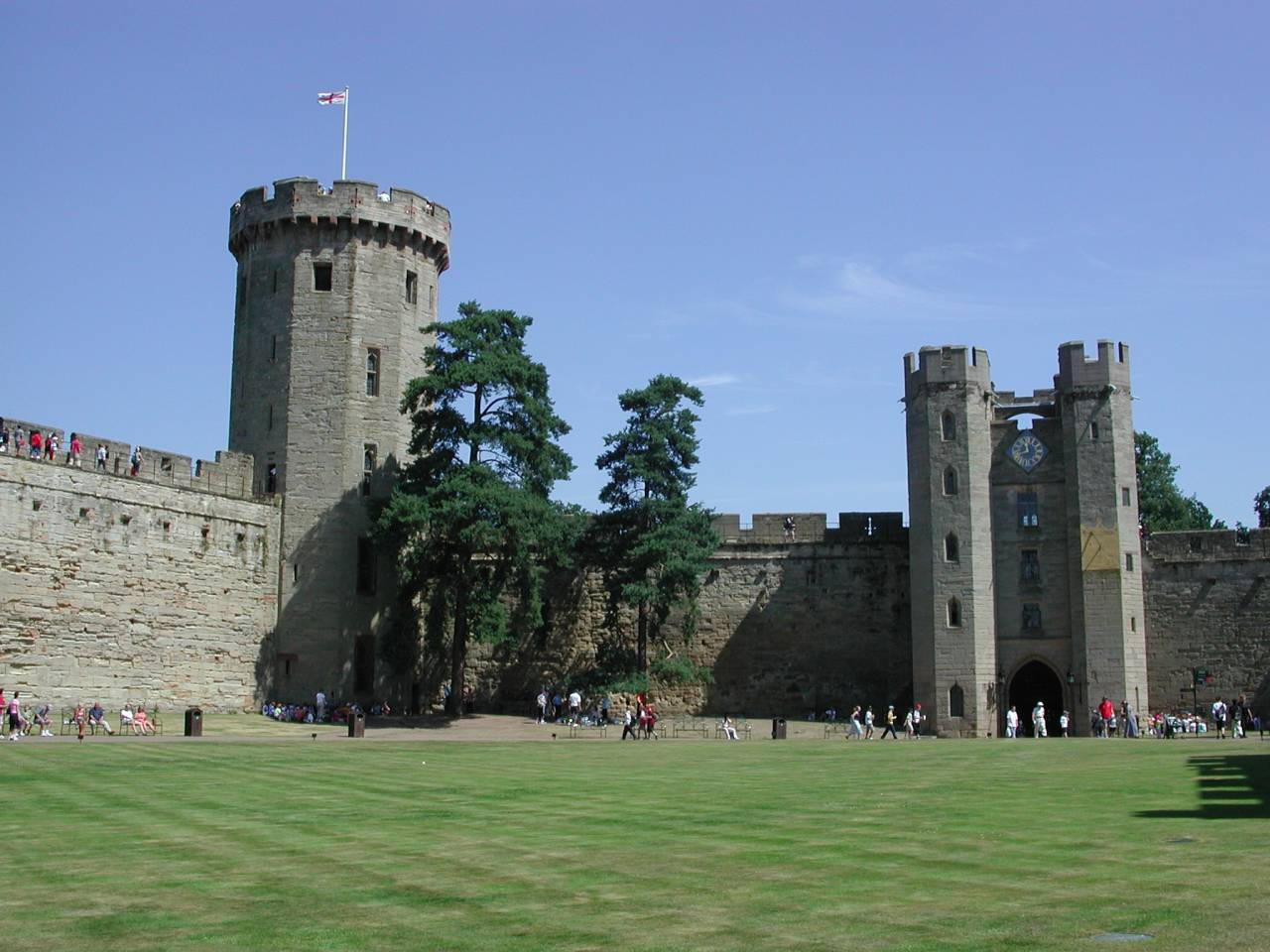
Giardino interno del castello.

Il castello di Warwick (in inglese: Warwick Castle; , /ˈwɒrɪk/) si trova nella città di Warwick, nella contea inglese del Warwickshire e si affaccia sul fiume Avon. Storicamente è associato alla figura del conte di Warwick, uno dei titoli nobiliari più antichi d'Inghilterra. Il castello è oggi un'importante attrazione turistica: ogni anno lo visitano decine di migliaia di persone provenienti da tutto il mondo

## Posizione
Il castello di Warwick è situato nella città di Warwick, su una falesia di arenaria posizionato su un'ansa del fiume Avon. Il fiume, che scorre sotto il castello sul lato est, ha eroso la roccia su cui sorge il castello, formando un dirupo. Il fiume e il dirupo costituiscono delle difese naturali. Quando la costruzione iniziò nel 1068, quattro case appartenenti all'abate di Coventry furono demolite per fornire lo spazio necessario. La posizione del castello l'ha reso strategicamente importante per la difesa delle Midlands contro le ribellioni. Durante il XII secolo, il re Enrico I sospettava della fedeltà di Roger de Beaumont, II conte di Warwick. Per contrastare l'influenza del conte, Enrico conferì a Geoffrey de Clinton una posizione di potere tale da permettergli di rivaleggiare con quella del conte. Le terre che gli furono concesse includevano Kenilworth - un castello di pari dimensione, costo e importanza, fondato da Clinton - situato a circa 8 km a nord. Il castello di Warwick è a circa 1,6 km dalla stazione ferroviaria di Warwick e a meno di 3,2 km dallo svincolo 15 dell'autostrada M40; è anche vicino all'aeroporto internazionale di Birmingham.

## Storia

### Alto Medioevo
Nel sito è stata rilevata la creazione di un burh risalente già al 914; le fortificazioni furono realizzate su iniziativa di Ethelfleda, figlia di Alfredo il Grande. Il burh fondato da Ethelfleda era uno dei dieci che difese il regno di Mercia contro i predoni dani. La posizione permetteva al burh di esercitare un efficace controllo sulla Fosse Way, nonché sul fiume Avon, nello specifico sia sulla valle del fiume che sul suo attraversamento. Sebbene la motta a sud-est del castello sia chiamata "collina di Ethelfleda", in realtà è parte delle ultime fortificazioni normanne e non ha origini anglo-sassoni.

### Basso Medioevo
Dopo la conquista normanna dell'Inghilterra, Guglielmo il Conquistatore istituì un castello motte-and-bailey a Warwick nel 1068, con l'intenzione di usufruirne per il mantenimento del controllo delle Midlands, mentre proseguiva il proprio avanzamento verso nord. In alcuni casi, la costruzione di un nuovo castello su un insediamento preesistente potrebbe richiedere la demolizione delle proprietà presenti sul sito prescelto; nel caso di Warwick, nella cui zona il censimento del 1086 indicava 11 castelli, furono abbattute quattro abitazioni per fare spazio al nuovo castello. Un castello motte-and-baily consiste in una sorta di collinetta (motte) - su cui di solito si erge una dongione o una torre - e da un bailey, ovvero un cortile chiuso, circondato da una recinzione. Guglielmo nominò Henry de Beaumont, figlio di una potente famiglia normanna, come connestabile del castello. Nel 1088, Henry de Beaumont fu creato primo conte di Warwick. Il conte nel 1119 fondò la chiesa di Ognissanti all'interno delle mura del castello; il vescovo di Worcester rimosse la chiesa nel 1127-1128, ritenendo un castello un luogo inappropriato per una chiesa.
Nel 1153, la moglie di Roger de Beaumont, II conte di Warwick, fu indotta a credere che suo marito fosse morto e cedette il controllo del castello all'esercito invasore di Enrico d'Angiò, futuro re Enrico II. Secondo le Gesta Regis Stephani, un testo storico del XII secolo, Roger de Beaumont morì nel sentire la notizia della consegna del castello da parte della moglie. Enrico successivamente restituì il castello al conte di Warwick, come ricompensa per l'avere sostenuto sua madre, l'imperatrice Matilde, durante l'anarchia del 1135-1154.
Dal 1088, il castello appartenne tradizionalmente al conte di Warwick e rappresentò un simbolo del suo potere. Fu utilizzato per rinchiudervi i prigionieri, compresi alcuni catturati durante la battaglia di Poitiers nel 1356, durante la guerra dei cent'anni. Durante la proprietà di Richard Neville - anche noto come "Warwick il creatore di re" - il castello di Warwick fu usato nel XV secolo per imprigionare il re inglese, Edoardo IV.
Durante il regno di re Enrico II (1154-1189), la motte-and-bailey fu sostituita da un castello di pietra. In questa nuova fase prese la forma una conchiglia, con tutti gli edifici costruiti lungo le mura continue. Durante la ribellione dei baroni del 1173-1174, il conte di Warwick rimase leale a re Enrico II e il castello fu utilizzato per conservare provviste. Il castello e le terre associate con la contea furono tramandate nella famiglia Beaumont fino al 1242. Quando Thomas de Beaumont, VI conte di Warwick, morì, il castello e le terre passarono alla sorella, lady Margery, contessa di Warwick. Suo marito morì poco dopo e, mentre Margery cercava un marito adatto, il castello fu di proprietà di re Enrico III. Quando sposò John du Plessis, nel dicembre 1242, il castello ritornò di proprietà di Margery. Durante la seconda guerra dei baroni del 1264-1267, William Maudit, VIII conte di Warwick sostenne re Enrico III. Il castello fu conquistato grazie ad un attacco delle forze di Simone di Montfort, VI conte di Leicester, lanciato a sorpresa dal castello di Kenilworth nel 1264. Maudit e la contessa furono portati al castello di Kenilworth dove rimasero incarcerati fino al pagamento del riscatto. Dopo la morte di William Maudit nel 1267, il titolo e il castello passarono al nipote William de Beauchamp, IX conte di Warwick. Dopo la morte di William, il castello di Warwick passò attraverso sette generazioni della famiglia Beauchamp, che nel corso dei 180 anni secessivi furono responsabili della maggior parte delle aggiunte fatte al castello. Nel 1312, Pietro Gaveston, I conte di Cornovaglia, fu catturato da Guy de Beauchamp, X conte di Warwick, e fu imprigionato nel castello di Warwick fino alla sua esecuzione il 9 giugno 1312. Un gruppo di magnati, guidato dal conte di Warwick e da Tommaso Plantageneto, accusò Gaveston di avere rubato il tesoro reale.
Sotto Thomas de Beauchamp, XI conte, le difese del castello furono significativamente migliorate, tra 1330 e 1360, sul lato nord-orientale, tramite l'aggiunta di una guardiola, un barbacane (a forma di porta fortificata), e una torre su entrambi i lati delle mura ricostruite, chiamate Ceasar's Tower e Guy's Tower. Anche la Watergate Tower risale a questo periodo.
La Ceasar's Tower e la Guy's Tower sono entrambe residenziali e potrebbero essersi ispirate a modelli francesi. Entrambe le torri sono dotate di caditoie e la Ceasar's Tower dispone di un doppio parapetto. Le due torri sono voltate in pietra su ogni piano. La Ceasar's Tower contiene una "cupa" prigione sotterranea; secondo la leggenda locale, che risale almeno al 1644, è anche nota come Poitiers Tower, perché potrebbero avervi imprigionato i prigionieri della battaglia di Poitiers nel 1356 o perché i riscatti ottenuti in seguito alla battaglia contribuirono a pagare per la sua costruzione. La guardiola è dotata di buche assassine, due ponti levatoi, una porta e saracinesche - i cancelli sono realizzati in legno o metallo. Le torri della guardiola sono provviste di caditoie.
La facciata che si affaccia sul fiume fu progettata come simbolo del potere e della ricchezza dei conti Beauchamp e avrebbe dovuto avere un "valore difensivo minimo"; questo particolare seguiva una tendenza diffusa tra i castelli del XIV secolo, progettati più per un'ostentazione di potenza che per un uso esclusivamente militare.

### XV e XVI secolo
La linea dei conti Beauchamp terminò nel 1449, quando Anne de Beauchamp, XV contessa di Warwick, morì. Richard Neville divenne il successivo conte di Warwick, attraverso l'eredità del titolo da parte della moglie. Durante l'estate del 1469, Neville si ribellò contro re Edoardo IV e lo imprigionò nel castello di Warwick. Neville tentò di governare in nome del re; tuttavia, le costanti proteste da parte dei sostenitori del re costrinsero il conte a rilasciarlo. Neville fu successivamente ucciso durante la battaglia di Barnet, lottando contro re Edoardo IV, nel 1471, durante la guerra delle due rose. Il castello di Warwick in seguito passò da Neville al genero, Giorgio Plantageneto. Giorgio fu giustiziato nel 1478 e le sue terre passarono ad Edoardo Plantageneto, XVII conte di Warwick; tuttavia, Edoardo Plantageneto aveva solo due anni quando suo padre morì, perciò le sue terre furono prese in custodia dalla Corona. Fu imprigionato e gli fu impedito di ereditare il trono, venne infine giustiziato da Enrico VII. Fu trattenuto da Enrico per quattordici anni nella Torre di Londra, fino a quando non fu giustiziato per alto tradimento dallo stesso Enrico VI, nel 1499, presumibilmente per avere cospirato per fuggire con il pretendente al trono Perkin Warbeck. Edoardo fu l'ultimo conte di Warwick della prima creazione del titolo.
Intorno al 1480, re Riccardo III avviò la costruzione di due torri, la Bear Tower e la Clarence Tower, che rimasero incompiute alla sua morte nel 1485; dotate di propri pozzi e forni, le torri costituivano delle roccaforti indipendenti dal resto del castello. Con l'avvento della polvere da sparo, nel 1486 fu creata la postazione del custode dell'artiglieria.
Mentre era gestito dalla Corona, il castello di Warwick subì riparazioni e ristrutturazioni, usando circa 500 carichi di pietre. Il castello, così come le lande ad esso associate nella contea, fu gestito dalla Corona dal 1478 fino al 1547, quando fu concesso a John Dudley, con la seconda creazione del titolo di conte di Warwick. Quando fece il suo appello per ottenere la proprietà del castello, Dudley disse delle condizioni del castello: "... non è in grado di ospitare un buon barone con la sua corte, per tutta una parte del castello, con anche la prigione della torre è chiaramente in rovina."
Il castello di Warwick era caduto in rovina a causa dell'età e dell'abbandono; nonostante le osservazioni, Dudley non iniziò alcuna riparazione del castello. La regina Elisabetta I visitò il castello nel 1566 durante un viaggio attraverso il paese, vi tornò ancora nel 1572, alloggiandovi per quattro notti. Un edificio in legno fu eretto nel castello per il suo soggiorno, durante le visite della regina Ambrose Dudley, III conte di Warwick, le lasciò il castello. Quando Ambrose Dudley morì nel 1590, il titolo di conte di Warwick si estinse per la seconda volta. Un'inchiesta del 1590 riportò la persistente condizione di abbandono in cui versava il castello, notando che il piombo era stato rubato dai tetti di alcuni edifici del castello, tra cui la cappella. Nel 1601 sir Fulke Greville osservò che "il piccolo edificio in piena era decisamente in decadenza ... di questo passo in tempi molto brevi non rimarrà più nulla." Il castello fu concesso a Greville da parte di re Giacomo I nel 1604.